# Talian
El talian (o dialecte "véneto riograndense") és una variant de la llengua vèneta (llengua del nord d'Itàlia) parlada principalment a la regió de Serra Gaúcha, a l'estat de Rio Grande do Sul i a l'oest de l'Estat de Santa Catarina, en el sud del Brasil. El talian es parla principalment a la ciutat de Caxias do Sul fundada el 1890 per immigrants italians, principalment procedents del Vèneto. Encara avui, més del 80% de la població és d'origen "veneto", i el talian és parlat per molts dels habitants.
Els emigrants italians van començar a arribar a la regió a la fi del segle xix. En aquella època, encara no estava establert un idioma italià oficial a Itàlia, i l'ús de dialectes era totalment predominant. Els italians que emigraven al Brasil eren de diferents parts d'Itàlia, però en el sud de Brasil van predominar els emigrants del nord de la península Itàlica. D'aquests emigrants, una gran majoria parlava la llengua vèneta.
La llengua, amb el transcurs del temps, va anar sofrint influències, a causa del seu contacte amb altres dialectes d'emigrants italians, però sobretot degut a la gran influència del portuguès de Brasil. Malgrat això, encara que el talian sigui molt pròxim a altres dialectes del Vèneto, tant oral com gramaticalment, les influències externes van fer néixer en el sud de Brasil el dialecte italo-brasiler, el qual va ser anomenat talian.
Tot i això, el talian no és considerat un dialecte crioll de l'italià, sinó més aviat una variant brasilera de la llengua italiana, de la mateixa manera que el Riograndenser Hunsrückisch, és un dialecte parlat per descendents d'alemanys en el sud del Brasil.
L'ús de l'idioma italià va declinar des de la dècada de 1940, quan el govern nacionalista de Getúlio Vargas va prohibir el seu ús al Brasil, tant escrit, com oral. Parlar italià en llocs públics i privats al Brasil era considerat ofensiu i una falta de patriotisme. D'aquesta manera els italians i els seus descendents van ser comminats a l'estudi del portuguès. Els parlants vivien aïllats en zones rurals, d'aquest manera els emigrants italians que habitaven Serra Gaúcha han estat un dels pocs col·lectius que han aconseguit preservar l'italià al Brasil.
No se sap amb certesa el nombre de parlants de talian al Brasil. Hi ha xifres estimatives que situen el nombre de italoparlants en uns 500.000, la majoria dels quals són bilingües amb el portuguès. Actualment, el govern brasiler es declara decidit a rescatar la llengua italiana en les regions poblades per italians i els seus descendents en el sud del Brasil, incloent el talian entre les llengües ensenyades a l'escola, fins al punt que el govern ha anunciat que el talian serà inclòs al registre de béns materials immaterials del patrimoni cultural del Brasil. En alguns petits municipis de Serra Gaúcha i de l'Oest Catarinense, algunes emissores de ràdio locals transmeten algunes hores de la seva programació en talian.